# Gravinnehof
Het Gravinnehof is een hofje in Haarlem, het hof is te vinden aan het Spaarne. Het is een modern hofje en opgeleverd in 2001.
De Gravinnehof werd op 7 mei 2001 geopend door Prinses Margriet. Het hof is te vinden langs het Spaarne, het adres is Spaarne 100/102. De zijkant van De Gravinnehof grenst aan de Gravinnesteeg, vandaar de naam. De Gravinnehof is gerealiseerd door de Stichting Gravinnehof uit Haarlem, een samenwerkingsverband van het Sint Jacobs Godshuis en De Hofjes van Codde en Van Beresteyn. De Gravinnehof wordt ook wel 'Hofje van de 21e eeuw' genoemd. De architect was Dolf Floors, hij won een uitgeschreven prijsvraag waarbij zijn ontwerp uit 198 inzendingen als de beste werd gekozen. De Gravinnehof is bedoeld voor mannen en vrouwen van 55 jaar en ouder en omvat 26 seniorenwoningen.
In de Gravinnesteeg, naast De Gravinnehof, was vroeger de Brijder Stichting gevestigd. Hier haalden harddrugsverslaafden dagelijks een portie methadon, ook was er een gebruikersruimte. Dit leidde tot overlast voor de bewoners van De Gravinnehof.